# Frédéric Volle
Frédéric Volle (* 4. Februar 1966 in Montpellier) ist ein ehemaliger französischer Handballspieler und Weltmeister des Jahres 1995.
Frédéric Volle spielte in seiner Karriere unter anderem für USAM Nîmes, OM Vitrolles, die SG Wallau/Massenheim und Montpellier AHB, sein größter Erfolg auf Vereinsebene war der Sieg im Europapokal der Pokalsieger 1993 mit OM Vitrolles. Die letzten Jahre seine Profikarriere verbrachte er in Japan.
Von 1987 bis 1996 spielte er in der Nationalmannschaft, in der in 241 Einsätzen 1016 Tore warf. Volle spielte als Regisseur im mittleren Rückraum, wo er neben seiner eigenen Torgefährlichkeit auch die Auswahl der Spielzüge für seine Nebenleute einbrachte. Volle gewann mit der Nationalmannschaft drei internationale Medaillen: Bronze bei den Olympischen Spielen 1992 in Barcelona, Silber bei der Weltmeisterschaft 1993 und Gold bei der Weltmeisterschaft 1995, es waren dies die ersten drei internationalen Medaillen für den französischen Handball überhaupt. Nach dem vierten Platz bei den Olympischen Spielen 1996 trat er aus der Nationalmannschaft zurück und wechselte nach Deutschland zur SG Wallau/Massenheim.
Volle lebt mittlerweile in Kanada, der Heimat seiner Frau.

## Erfolge
- Französischer Meister: 1988, 1990, 1991, 1994, 1996
- Torschützenkönig der französischen Liga: 1989
- Französischer Pokalsieger: 1985, 1986, 1993, 1995
- Europokalsieger der Pokalsieger: 1993
- Japanischer Meister: 1999, 2000, 2001, 2002
- Japanischer Pokalsieger: 1999
- Weltmeisterschaft: Silber 1993, Gold 1995
- Olympische Spiele: Bronze 1992, Platz 4 1996
- Erster Franzose mit über 1000 Länderspieltoren